# Bassarbowo
Bassarbowo (bulgarisch Басарбово) ist ein bulgarisches Dorf mit 1299 Einwohnern (Stand: 15. März 2009) in der Gemeinde Russe der gleichnamigen Oblast Russe. Bassarbowo liegt auf einer Höhe von etwa 81 Metern über dem Meeresspiegel unmittelbar an der Grenze zu Rumänien an der Donau etwa 8,5 Kilometer südlich von dem Verwaltungszentrum der Gemeinde in Russe entfernt. Haupteinnahmequellen sind die Forst- und Landwirtschaft.
In der Nähe des Dorfes befindet sich das Kloster Bassarbowski. Seit 2015 ist der Ort Namensgeber für den Basarbovo Ridge, einen Gebirgskamm auf der Brabant-Insel in der Antarktis.

## Persönlichkeiten
In Bassarbowo wurde der kommunistische Politiker und General Sachari Simeonow Sachariew (1904–1987) geboren.